# Aventignan
Aventignan är en kommun i departementet Hautes-Pyrénées i regionen Occitanien i sydvästra Frankrike. Kommunen ligger i kantonen Saint-Laurent-de-Neste som tillhör arrondissementet Bagnères-de-Bigorre. År 2022 hade Aventignan 207 invånare.

## Befolkningsutveckling
Antalet invånare i kommunen Aventignan
| Referens: INSEE |